# آگوست پالم

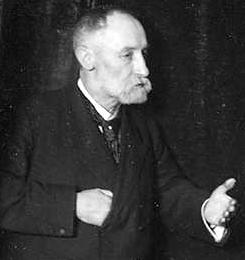
آگوست پالم

آگوست تئودور پالم (زاده پنجم فوریه ۱۸۴۹ ـ درگذشته ۱۴ مارس ۱۹۲۲)، سوسیالیست سوئدی بود. او فعال و تأثیرگذار در معرفی جنبش سوسیال دموکراسی کارگری در سوئد بود که این جنبش را به سوی اصلاح گرایی راهبری کرد.

## زندگی
او پسر آموزگار مدرسه‌ای در نزدیکی مالمو بود که در ده سالگی یتیم شد و پس از آن برای خیاط شدن تربیت شد. در ۱۸ سالگی سفری آموزشی به دانمارک و آلمان نمود و پس از آن در ۱۸۷۴ به عنوان خیاط در هادرسلِو واقع در شلِسویگ شمالی مستقر شد. در همان سال ۱۸۷۴ با یوآنا لارسون ازدواج کرد.